# Manuella Lyrio
Manuella Duarte Lyrio (ur. 27 lipca 1989 w Brasílii) – brazylijska pływaczka specjalizująca się głównie w stylu dowolnym.

## Życiorys
Manuella Lyrio urodziła się 27 lipca 1989 roku w Brasílii w wydzielonej dla stolicy kraju jednostce administracyjnej w Dystrykcie Federalnym w Brazylii. Swoją karierę sportową jako pływaczka rozpoczęła w wieku 16 lat. W dniu 9 września 2005 roku pobiła rekord Ameryki Południowej w sztafecie na 4x200 metrów stylem dowolnym na krótkim kursie z czasem 8:01.78 sek. razem z Paulą Baracho, Tatianą Lemos i Joanną Maranhão.
W lipcu 2007 roku Lyrio wzięła udział na 15. Igrzyskach Panamerykańskich w Rio de Janeiro w Brazylii, startując w sztafecie na 4x200 metrów stylem dowolnym razem z Monique Ferreirą, Tatianą Lemos i Paulą Baracho, tym samym zdobywając brązowy medal.
W sierpniu 2010 roku Lyrio wystąpiła na mistrzostwach Pan Pacific Swimming Championships w Irvine w Kalifornii, zajmując szóste miejsce w sztafecie na 4x200 metrów, dwudzieste trzecie na 400 metrów, dwudzieste ósme na 200 metrów oraz czterdzieste dziewiąte na 100 metrów stylem dowolnym.
W październiku 2011 roku Lyrio pojawiła się na 16. Igrzyskach Panamerykańskich w Guadalajarze w Meksyku, zdobywając srebrny medal w sztafecie na 4x200 metrów stylem dowolnym. Oprócz zdobycia srebrnego medalu wystartowała również w dyscyplinie na 400 metrów stylem dowolnym i tym samym zajęła dziesiąte miejsce.
Dnia 14 marca 2012 roku pobiła brazylijski rekord w dyscyplinie na 400 metrów stylem dowolnym z czasem 4:12.14 sek.
Siedem miesięcy później 14 października 2012 roku Lyrio pobiła brazylijski rekord w dyscyplinie na 400 metrów stylem dowolnym na krótkim kursie z czasem 4:06.57 sek.
W 2013 roku Lyrio wystąpiła na 15. Mistrzostwach Świata w pływaniu w Barcelonie w Hiszpanii, zajmując dwudzieste miejsce w dyscyplinie na 200 metrów stylem dowolnym, tym samym pobijając rekord Ameryki Południowej z czasem 1:59.52 sek. Oprócz dwudziestego miejsca wystartowała również w sztafecie na 4x200 metrów stylem dowolnym razem z Jéssicą Cavalheiro, Caroliną Queiroz i Larissą Oliveirą, tym samym zajmując dziesiąte miejsce.
Rok później po występie na Mistrzostwach Świata w pływaniu w Barcelonie Lyrio pojawiła się na Igrzyskach Ameryki Południowej w Santiago w Chile, zdobywając złoty medal w sztafecie na 4x200 metrów oraz brązowy na 400 metrów stylem dowolnym.
W 2015 wystąpiła na igrzyskach panamerykańskich, gdzie wywalczyła trzy medale – srebrny w konkurencji 4 × 200 m st. dowolnym oraz dwa brązowe w konkurencjach 4 × 100 m st. dowolnym i 200 m tym samym stylem. Reprezentowała Brazylię na rozgrywanych w Rio de Janeiro igrzyskach olimpijskich. Podczas zmagań olimpijskich rywalizowała przed własną publicznością w trzech konkurencjach – w konkurencji 200 m st. dowolnym zajęła 12. pozycję, a w konkurencjach zarówno 4 × 100 jak i 4 × 200 m st. dowolnym brazylijska sztafeta z jej udziałem zajęła 11. pozycję. Trzy lata później otrzymała cztery medale igrzysk panamerykańskich, wszystkie w konkurencjach sztafet: złoty w konkurencji 4 × 100 m st. zmiennym (szt. mieszana), srebrny w konkurencji 4 × 100 m st. dowolnym oraz brązowe w konkurencjach 4 × 200 m st. dowolnym i 4 × 100 m st. zmiennym.